# Jean Haust
Jean Haust (Verviers, 10 de febrer de 1868 — 24 de novembre de 1946) fou un lingüista belga i militant del moviment való. Va ser professor a la Universitat de Lieja i autor d'un diccionari de la llengua valona de la regió de Lieja.
Jean Haust va néixer a una família modesta del país való. Malgrat la mort prematura de son pare va poder continuar la seva educació a l'escola de mestres associada a la Universitat de Lieja on va adquirir el títol d'agregat de filologia clàssica.

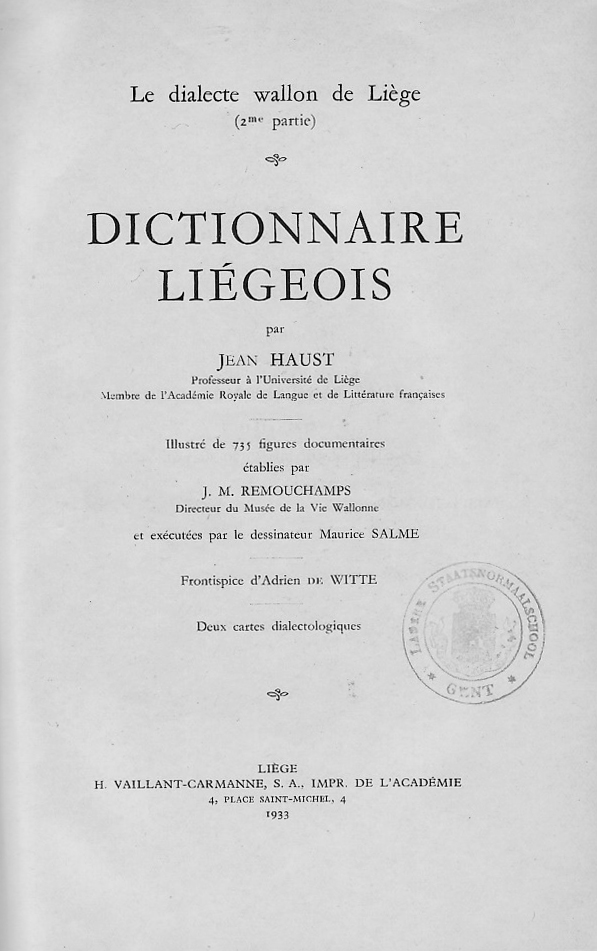
Frontis del diccionari de la llengua valona (1933)

El 1882 va esdevenir professor de llatí a l'Ateneu de Lieja, on va ensenyar durant trenta anys. El mateix any, va començar la publicació d'un primer volum d'un estudi sobre la fonètica i la morfologia de les llengües liegeses. Va establir des d'aleshores el seu mètode d'observació meticulosa del terreny. El 1897, la Société liégeoise de littérature wallonne (en català: Societat liegesa de literatura valona) va elegir-lo com membre. Més tard, va esdevenir-ne el secretari, fins que el 1927 va deixar-la per raons de desavinença. Des del 1913 va col·laborar a la creació del Museu de la vida valona a Lieja.
El 18 d'agost de 1920, el polític socialista Jules Destrée va proposar al rei dels belgues Albert I de nomenar-lo a la nova Académie royale de langue et de littérature françaises de Belgique, del qual va ser membre del 1920 al 1946. Al mateix any va crear el primer curs de llengua i literatura valones a la Universitat de Lieja. El 1932 va esdevenir catedràtic a la mateixa universitat.
Va ser membre de la Comissió reial de toponímia i de dialectologia i de la Comissió municipal de la història de l'antic país de Lieja. Des de 1921 va començar el seu magnum opus: un atles lingüístic de Valònia.